# Audi Pikes Peak Quattro
L'Audi Pikes Peak Quattro est un concept-car préfigurant l'Audi Q7. Il fut présenté en 2003.

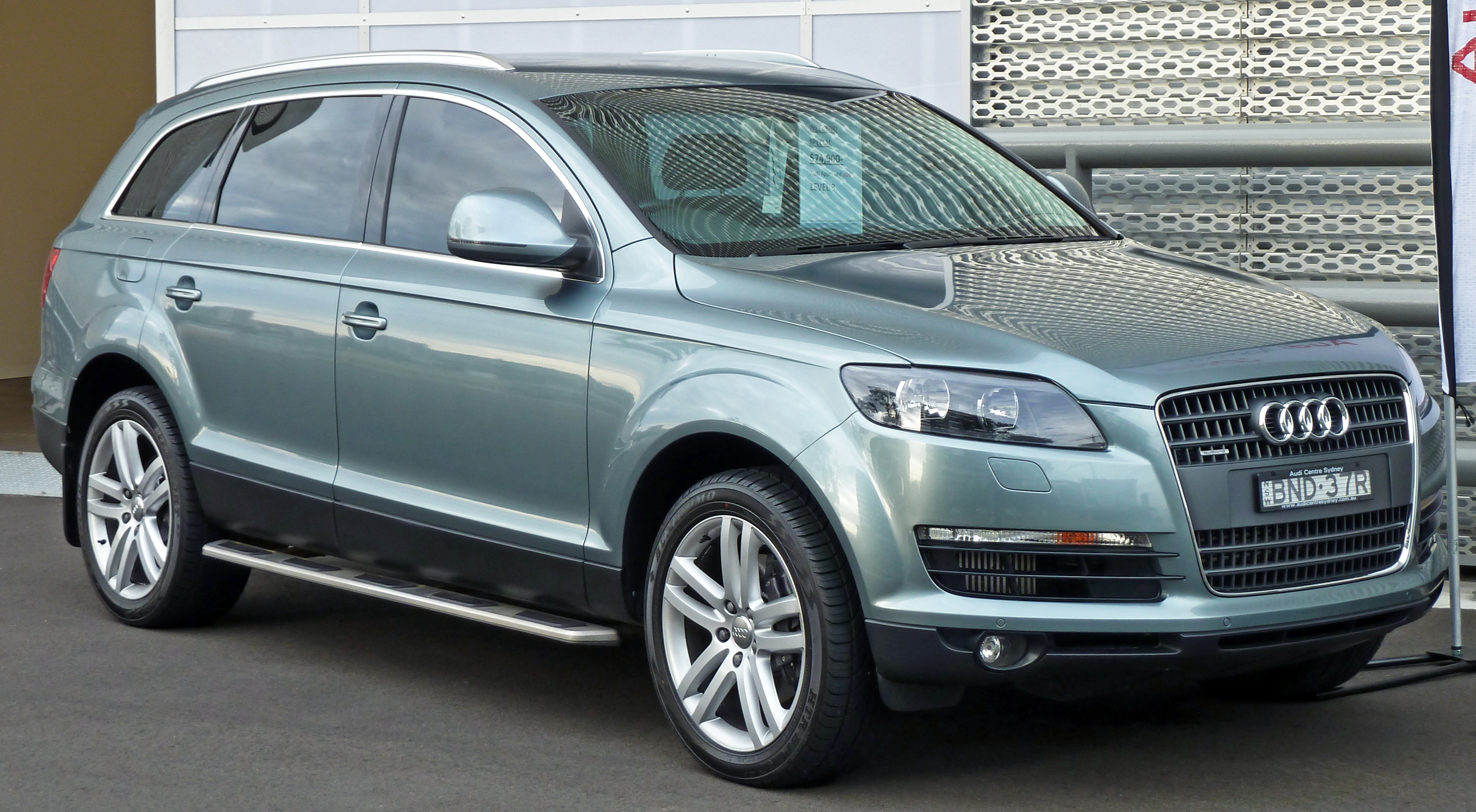
l'Audi Q7.